# 南伯迪克峰
62°38′36″S 60°15′33″W / 62.64333°S 60.25917°W

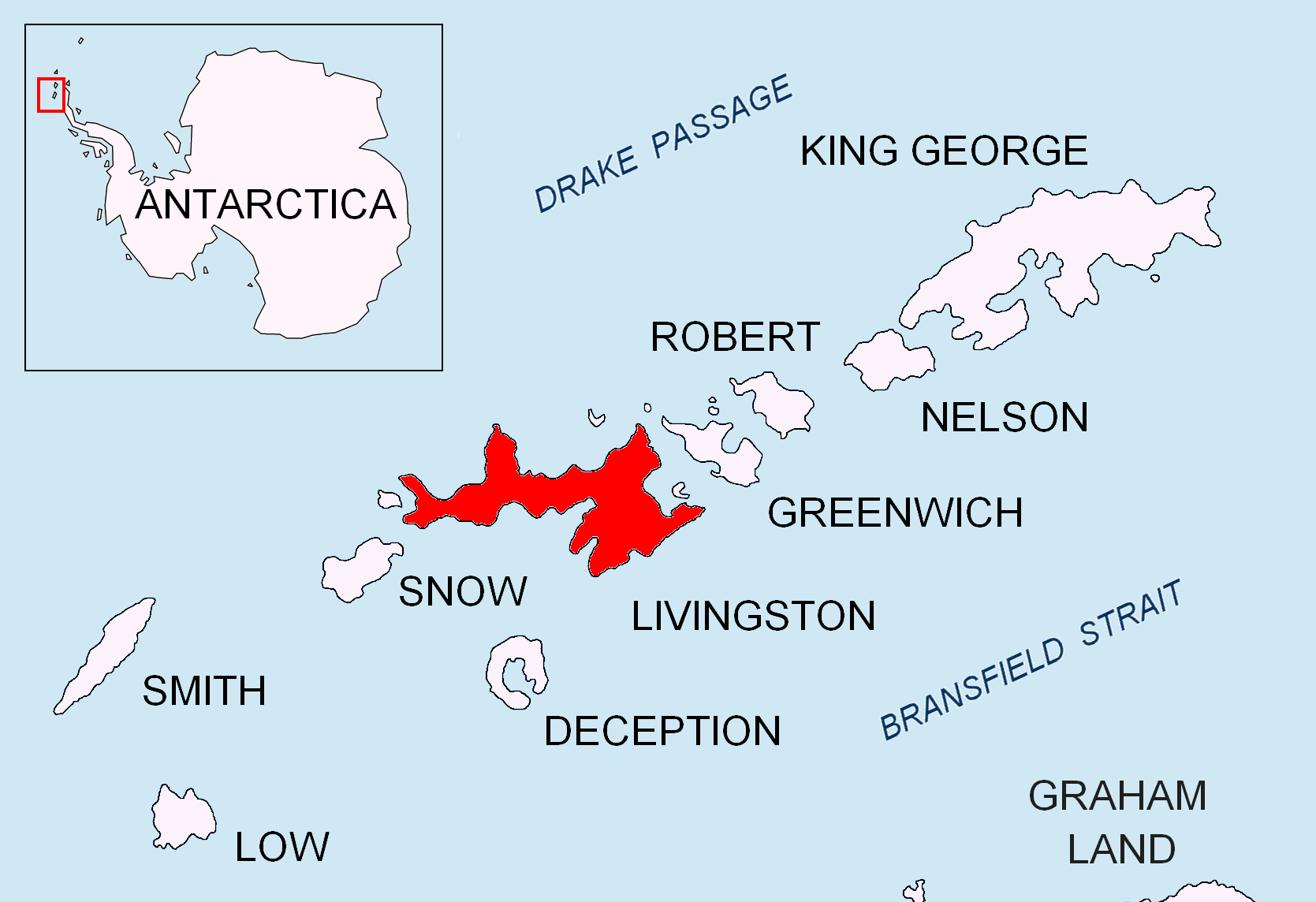

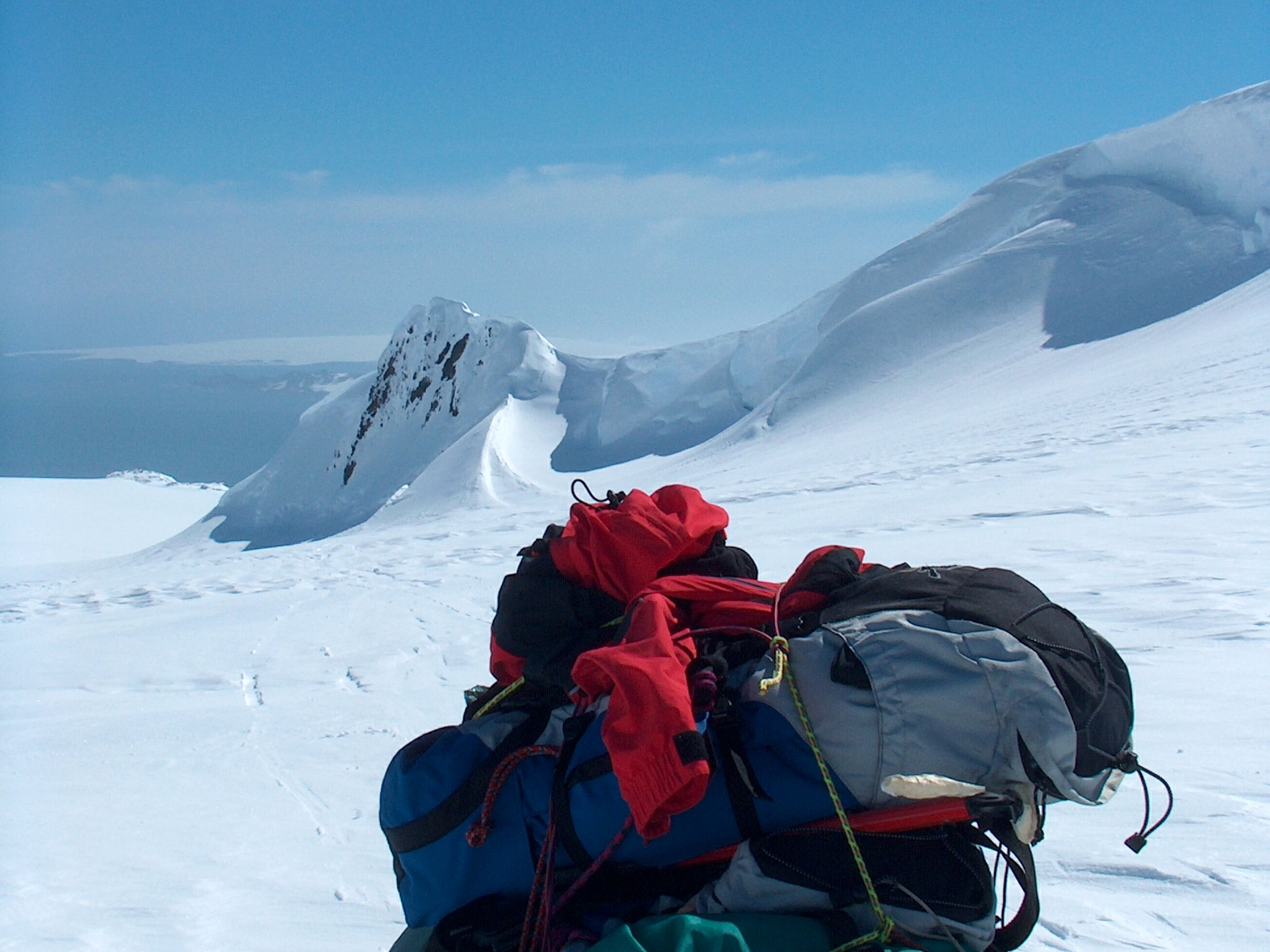

南伯迪克峰是南極洲的山峰，位於南設得蘭群島的利文斯頓島東部，海拔高度544米，處於錫內莫雷茨山以東5.26公里和普利斯卡嶺西北面1.49公里。

## 外部連結
- SCAR Composite Gazetteer of Antarctica（页面存档备份，存于）.